# Alban Bushi
Alban Ali Bushi (Tirana, 20 agosto 1973) è un allenatore di calcio, dirigente sportivo ed ex calciatore albanese, di ruolo attaccante, commissario tecnico della nazionale albanese Under-21.

## Carriera

### Club
Ha trascorso buona parte della sua carriera calcistica giocando in Turchia, nel campionato turco, dove è stato molto apprezzato per le sue doti calcistiche.
Nella sua carriera ha cambiato ben 12 squadre ed ha militato in sei nazioni diverse: Albania, Ungheria, Germania, Grecia, Bulgaria e Turchia.

### Nazionale
È il 2º miglior marcatore di tutti i tempi della nazionale albanese con 14 gol segnati in 67 presenze, dopo Erjon Bogdani primo in classifica con 18 reti.

## Statistiche

### Presenze e reti nei club
Statistiche aggiornate al 2 maggio 2011.
| Stagione                 | Squadra                  | Campionato               | Campionato | Campionato | Coppe nazionali | Coppe nazionali | Coppe nazionali | Coppe continentali | Coppe continentali | Coppe continentali | Altre coppe | Altre coppe | Altre coppe | Totale | Totale |
| Stagione                 | Squadra                  | Comp                     | Pres       | Reti       | Comp            | Pres            | Reti            | Comp               | Pres               | Reti               | Comp        | Pres        | Reti        | Pres   | Reti   |
| ------------------------ | ------------------------ | ------------------------ | ---------- | ---------- | --------------- | --------------- | --------------- | ------------------ | ------------------ | ------------------ | ----------- | ----------- | ----------- | ------ | ------ |
| 1992-1993                | Tirana                   | KP                       | 12         | 8          | CA              | 0               | 0               | -                  | -                  | -                  | -           | -           | -           | 12     | 8      |
| 1993-gen. 1994           | Tirana                   | KP                       | 8          | 6          | CA              | 0               | 0               | -                  | -                  | -                  | -           | -           | -           | 8      | 6      |
| gen.-giu. 1994           | Szegedi Honvéd           | NB2                      | 20         | 7          | CU              | 0               | 0               | -                  | -                  | -                  | -           | -           | -           | 20     | 7      |
| 1994-1995                | Remscheid                | OLN                      | ?          | ?          | CG              | 0               | 0               | -                  | -                  | -                  | -           | -           | -           | 0+     | 0+     |
| 1995-gen. 1996           | Tirana                   | KP                       | 2          | 3          | CA              | 0               | 0               | -                  | -                  | -                  | SA          | 0           | 0           | 2      | 3      |
| gen.-giu. 1996           | Flamurtari Valona        | KP                       | 10         | 5          | CA              | 0               | 0               | -                  | -                  | -                  | -           | -           | -           | 10     | 5      |
| 1996-gen. 1997           | Flamurtari Valona        | KP                       | 6          | 2          | CA              | 0               | 0               | -                  | -                  | -                  | -           | -           | -           | 6      | 2      |
| Totale Flamurtari Valona | Totale Flamurtari Valona | Totale Flamurtari Valona | 16         | 7          |                 | 0               | 0               |                    | -                  | -                  |             | -           | -           | 16     | 7      |
| gen.-giu. 1997           | Tirana                   | KP                       | 5          | 7          | CA              | 0               | 0               | -                  | -                  | -                  | -           | -           | -           | 5      | 7      |
| 1997-gen. 1998           | Apollōn Smyrnīs          | AE                       | 13         | 3          | CG              | 0               | 0               | -                  | -                  | -                  | -           | -           | -           | 13     | 3      |
| gen.-giu. 1998           | Liteks Loveč             | A                        | 15         | 4          | CB              | 0               | 0               | -                  | -                  | -                  | -           | -           | -           | 15     | 4      |
| 1998-1999                | Liteks Loveč             | A                        | 22         | 10         | CB              | 0               | 0               | UCL+CU             | 4+2                | 2+0                | SB          | 0           | 0           | 28     | 12     |
| lug.-ago. 1999           | Liteks Loveč             | A                        | 0          | 0          | CB              | 0               | 0               | UCL                | 4                  | 2                  | -           | -           | -           | 4      | 2      |
| Totale Liteks Loveč      | Totale Liteks Loveč      | Totale Liteks Loveč      | 37         | 14         |                 | 0               | 0               |                    | 10                 | 4                  |             | 0           | 0           | 47     | 18     |
| 1999-2000                | Adanaspor                | 1L                       | 29         | 10         | CT              | 0               | 0               | -                  | -                  | -                  | -           | -           | -           | 29     | 10     |
| 2000-2001                | İstanbulspor             | 1L                       | 30         | 12         | CT              | 3               | 1               | -                  | -                  | -                  | -           | -           | -           | 30     | 13     |
| 2001-gen. 2002           | İstanbulspor             | 1L                       | 16         | 4          | CT              | 2               | 1               | -                  | -                  | -                  | -           | -           | -           | 18     | 5      |
| gen.-giu. 2002           | Trabzonspor              | 1L                       | 5          | 0          | CT              | 0               | 0               | -                  | -                  | -                  | -           | -           | -           | 5      | 0      |
| 2002-gen. 2003           | Trabzonspor              | 1L                       | 7          | 0          | CT              | 0               | 0               | -                  | -                  | -                  | -           | -           | -           | 7      | 0      |
| Totale Trabzonspor       | Totale Trabzonspor       | Totale Trabzonspor       | 12         | 0          |                 | 0               | 0               |                    | -                  | -                  |             | -           | -           | 12     | 0      |
| gen.-giu. 2003           | İstanbulspor             | 1L                       | 14         | 4          | CT              | 0               | 0               | -                  | -                  | -                  | -           | -           | -           | 14     | 4      |
| 2003-2004                | İstanbulspor             | 1L                       | 21         | 5          | CT              | 3               | 0               | -                  | -                  | -                  | -           | -           | -           | 24     | 5      |
| 2004-gen. 2005           | İstanbulspor             | 1L                       | 16         | 1          | CT              | 1               | 0               | -                  | -                  | -                  | -           | -           | -           | 17     | 1      |
| Totale İstanbulspor      | Totale İstanbulspor      | Totale İstanbulspor      | 97         | 26         |                 | 9               | 2               |                    | -                  | -                  |             | -           | -           | 106    | 28     |
| gen.-giu. 2005           | Partizani Tirana         | KS                       | 14         | 5          | CA              | 0               | 0               | -                  | -                  | -                  | -           | -           | -           | 14     | 5      |
| 2005-2006                | Levadeiakos              | AE                       | 22         | 8          | CG              | 1               | 0               | -                  | -                  | -                  | -           | -           | -           | 23     | 8      |
| 2006-2007                | Apollōn Kalamarias       | SL                       | 24         | 9          | CG              | 1               | 1               | -                  | -                  | -                  | -           | -           | -           | 25     | 10     |
| 2007-2008                | Apollōn Kalamarias       | SL                       | 17         | 4          | CG              | 1               | 0               | -                  | -                  | -                  | -           | -           | -           | 18     | 4      |
| Totale Apollon           | Totale Apollon           | Totale Apollon           | 41         | 13         |                 | 2               | 1               |                    | -                  | -                  |             | -           | -           | 43     | 14     |
| 2008-2009                | Levadeiakos              | SL                       | 19         | 1          | CG              | 1               | 0               | -                  | -                  | -                  | -           | -           | -           | 20     | 1      |
| 2009-2010                | Levadeiakos              | SL                       | 8          | 0          | CG              | 0               | 0               | -                  | -                  | -                  | -           | -           | -           | 8      | 0      |
| Totale Levadeiakos       | Totale Levadeiakos       | Totale Levadeiakos       | 49         | 9          |                 | 2               | 0               |                    | -                  | -                  |             | -           | -           | 51     | 9      |
| 2010-2011                | Tirana                   | KS                       | 5          | 0          | CA              | 1               | 0               | -                  | -                  | -                  | -           | -           | -           | 6      | 0      |
| Totale Tirana            | Totale Tirana            | Totale Tirana            | 32         | 24         |                 | 1               | 0               |                    | -                  | -                  |             | 0           | 0           | 33     | 24     |
| Totale carriera          | Totale carriera          | Totale carriera          | 360        | 118        |                 | 14              | 3               |                    | 10                 | 4                  |             | 0           | 0           | 384    | 125    |

### Cronologia presenze e reti in nazionale
| Cronologia completa delle presenze e delle reti in nazionale ― Albania | Cronologia completa delle presenze e delle reti in nazionale ― Albania | Cronologia completa delle presenze e delle reti in nazionale ― Albania | Cronologia completa delle presenze e delle reti in nazionale ― Albania | Cronologia completa delle presenze e delle reti in nazionale ― Albania | Cronologia completa delle presenze e delle reti in nazionale ― Albania | Cronologia completa delle presenze e delle reti in nazionale ― Albania | Cronologia completa delle presenze e delle reti in nazionale ― Albania |
| Data                                                                   | Città                                                                  | In casa                                                                | Risultato                                                              | Ospiti                                                                 | Competizione                                                           | Reti                                                                   | Note                                                                   |
| ---------------------------------------------------------------------- | ---------------------------------------------------------------------- | ---------------------------------------------------------------------- | ---------------------------------------------------------------------- | ---------------------------------------------------------------------- | ---------------------------------------------------------------------- | ---------------------------------------------------------------------- | ---------------------------------------------------------------------- |
| 16-8-1995                                                              | Ta' Qali                                                               | Malta                                                                  | 2 – 1                                                                  | Albania                                                                | Amichevole                                                             | 1                                                                      |                                                                        |
| 15-11-1995                                                             | Tirana                                                                 | Albania                                                                | 1 – 1                                                                  | Galles                                                                 | Qual. Euro 1996                                                        | -                                                                      | 57’                                                                    |
| 24-4-1996                                                              | Zenica                                                                 | Bosnia ed Erzegovina                                                   | 0 – 0                                                                  | Albania                                                                | Amichevole                                                             | -                                                                      | 80’                                                                    |
| 29-3-1997                                                              | Granada                                                                | Albania                                                                | 0 – 1                                                                  | Ucraina                                                                | Qual. Mondiali 1998                                                    | -                                                                      | 78’                                                                    |
| 2-4-1997                                                               | Granada                                                                | Albania                                                                | 2 – 3                                                                  | Germania                                                               | Qual. Mondiali 1998                                                    | -                                                                      | 26’ 89’                                                                |
| 7-6-1997                                                               | Porto                                                                  | Portogallo                                                             | 2 – 0                                                                  | Albania                                                                | Qual. Mondiali 1998                                                    | -                                                                      |                                                                        |
| 20-8-1997                                                              | Kiev                                                                   | Ucraina                                                                | 1 – 0                                                                  | Albania                                                                | Qual. Mondiali 1998                                                    | -                                                                      | 52’                                                                    |
| 10-9-1997                                                              | Zurigo                                                                 | Albania                                                                | 1 – 0                                                                  | Irlanda del Nord                                                       | Qual. Mondiali 1998                                                    | -                                                                      | 90’                                                                    |
| 11-10-1997                                                             | Hannover                                                               | Germania                                                               | 4 – 3                                                                  | Albania                                                                | Qual. Mondiali 1998                                                    | -                                                                      | 90’                                                                    |
| 21-1-1998                                                              | Adalia                                                                 | Turchia                                                                | 1 – 4                                                                  | Albania                                                                | Amichevole                                                             | 1                                                                      | 75’                                                                    |
| 6-2-1998                                                               | Ta' Qali                                                               | Malta                                                                  | 1 – 1                                                                  | Albania                                                                | Rothmans Tournament 1998                                               | -                                                                      |                                                                        |
| 8-2-1998                                                               | Ta' Qali                                                               | Albania                                                                | 0 – 3                                                                  | Georgia                                                                | Rothmans Tournament 1998                                               | -                                                                      |                                                                        |
| 10-2-1998                                                              | Ta' Qali                                                               | Albania                                                                | 2 – 2                                                                  | Lettonia                                                               | Rothmans Tournament 1998                                               | -                                                                      | 84’                                                                    |
| 19-8-1998                                                              | Nicosia                                                                | Cipro                                                                  | 3 – 2                                                                  | Albania                                                                | Amichevole                                                             | 1                                                                      | 76’                                                                    |
| 5-9-1998                                                               | Tbilisi                                                                | Georgia                                                                | 1 – 0                                                                  | Albania                                                                | Qual. Euro 2000                                                        | -                                                                      | 74’                                                                    |
| 14-10-1998                                                             | Oslo                                                                   | Norvegia                                                               | 2 – 2                                                                  | Albania                                                                | Qual. Euro 2000                                                        | 1                                                                      | 84’                                                                    |
| 18-11-1998                                                             | Scutari                                                                | Albania                                                                | 0 – 0                                                                  | Grecia                                                                 | Qual. Euro 2000                                                        | -                                                                      |                                                                        |
| 10-2-1999                                                              | Tirana                                                                 | Albania                                                                | 2 – 0                                                                  | Macedonia                                                              | Amichevole                                                             | -                                                                      |                                                                        |
| 28-4-1999                                                              | Liepāja                                                                | Lettonia                                                               | 0 – 0                                                                  | Albania                                                                | Qual. Euro 2000                                                        | -                                                                      | 88’                                                                    |
| 5-6-1999                                                               | Scutari                                                                | Albania                                                                | 1 – 2                                                                  | Norvegia                                                               | Qual. Euro 2000                                                        | -                                                                      |                                                                        |
| 9-6-1999                                                               | Scutari                                                                | Albania                                                                | 0 – 1                                                                  | Slovenia                                                               | Qual. Euro 2000                                                        | -                                                                      | 20’                                                                    |
| 4-9-1999                                                               | Tirana                                                                 | Albania                                                                | 3 – 3                                                                  | Lettonia                                                               | Qual. Euro 2000                                                        | 2                                                                      | 80’                                                                    |
| 6-10-1999                                                              | Marousi                                                                | Grecia                                                                 | 2 – 0                                                                  | Albania                                                                | Qual. Euro 2000                                                        | -                                                                      |                                                                        |
| 9-10-1999                                                              | Tirana                                                                 | Albania                                                                | 2 – 1                                                                  | Georgia                                                                | Qual. Euro 2000                                                        | -                                                                      | 44’ 54’                                                                |
| 26-4-2000                                                              | Prilep                                                                 | Macedonia                                                              | 1 – 0                                                                  | Albania                                                                | Amichevole                                                             | -                                                                      | 46’                                                                    |
| 15-8-2000                                                              | Tirana                                                                 | Albania                                                                | 0 – 0                                                                  | Cipro                                                                  | Amichevole                                                             | -                                                                      |                                                                        |
| 2-9-2000                                                               | Helsinki                                                               | Finlandia                                                              | 2 – 1                                                                  | Albania                                                                | Qual. Mondiali 2002                                                    | -                                                                      | 76’                                                                    |
| 11-10-2000                                                             | Scutari                                                                | Albania                                                                | 2 – 0                                                                  | Grecia                                                                 | Qual. Mondiali 2002                                                    | 1                                                                      |                                                                        |
| 15-11-2000                                                             | Tirana                                                                 | Albania                                                                | 3 – 0                                                                  | Malta                                                                  | Amichevole                                                             | -                                                                      | 55’                                                                    |
| 24-3-2001                                                              | Leverkusen                                                             | Germania                                                               | 2 – 1                                                                  | Albania                                                                | Qual. Mondiali 2002                                                    | -                                                                      | 63’                                                                    |
| 28-3-2001                                                              | Scutari                                                                | Albania                                                                | 1 – 3                                                                  | Inghilterra                                                            | Qual. Mondiali 2002                                                    | -                                                                      |                                                                        |
| 25-4-2001                                                              | Gaziantep                                                              | Turchia                                                                | 0 – 2                                                                  | Albania                                                                | Amichevole                                                             | 1                                                                      | 84’                                                                    |
| 2-6-2001                                                               | Heraklion                                                              | Grecia                                                                 | 1 – 0                                                                  | Albania                                                                | Qual. Mondiali 2002                                                    | -                                                                      |                                                                        |
| 6-6-2001                                                               | Tirana                                                                 | Albania                                                                | 0 – 2                                                                  | Germania                                                               | Qual. Mondiali 2002                                                    | -                                                                      | 87’                                                                    |
| 1-9-2001                                                               | Tirana                                                                 | Albania                                                                | 0 – 2                                                                  | Finlandia                                                              | Qual. Mondiali 2002                                                    | -                                                                      |                                                                        |
| 5-9-2001                                                               | Newcastle upon Tyne                                                    | Inghilterra                                                            | 2 – 0                                                                  | Albania                                                                | Qual. Mondiali 2002                                                    | -                                                                      | 46’                                                                    |
| 12-10-2002                                                             | Tirana                                                                 | Albania                                                                | 1 – 1                                                                  | Svizzera                                                               | Qual. Euro 2004                                                        | -                                                                      | 60’                                                                    |
| 16-10-2002                                                             | Volgograd                                                              | Russia                                                                 | 4 – 1                                                                  | Albania                                                                | Qual. Euro 2004                                                        | -                                                                      | 56’ 90’                                                                |
| 12-2-2003                                                              | Bastia Umbra                                                           | Albania                                                                | 5 – 0                                                                  | Vietnam                                                                | Amichevole                                                             | 1                                                                      |                                                                        |
| 2-4-2003                                                               | Tirana                                                                 | Albania                                                                | 0 – 0                                                                  | Irlanda                                                                | Qual. Euro 2004                                                        | -                                                                      | 85’ 86’                                                                |
| 30-4-2003                                                              | Sofia                                                                  | Bulgaria                                                               | 2 – 0                                                                  | Albania                                                                | Amichevole                                                             | -                                                                      | 46’                                                                    |
| 11-6-2003                                                              | Lancy                                                                  | Svizzera                                                               | 3 – 2                                                                  | Albania                                                                | Qual. Euro 2004                                                        | -                                                                      | 62’                                                                    |
| 20-8-2003                                                              | Prilep                                                                 | Macedonia                                                              | 3 – 1                                                                  | Albania                                                                | Amichevole                                                             | -                                                                      | 46’                                                                    |
| 6-9-2003                                                               | Tbilisi                                                                | Georgia                                                                | 3 – 0                                                                  | Albania                                                                | Qual. Euro 2004                                                        | -                                                                      | 61’                                                                    |
| 10-9-2003                                                              | Tirana                                                                 | Albania                                                                | 3 – 1                                                                  | Georgia                                                                | Qual. Euro 2004                                                        | 1                                                                      | 58’ 79’                                                                |
| 11-10-2003                                                             | Lisbona                                                                | Portogallo                                                             | 5 – 3                                                                  | Albania                                                                | Amichevole                                                             | -                                                                      | 73’                                                                    |
| 15-11-2003                                                             | Tirana                                                                 | Albania                                                                | 2 – 0                                                                  | Estonia                                                                | Amichevole                                                             | 1                                                                      | 46’                                                                    |
| 18-2-2004                                                              | Tirana                                                                 | Albania                                                                | 2 – 1                                                                  | Svezia                                                                 | Amichevole                                                             | -                                                                      | 46’                                                                    |
| 31-3-2004                                                              | Tirana                                                                 | Albania                                                                | 2 – 1                                                                  | Islanda                                                                | Amichevole                                                             | 1                                                                      | 76’ 82’                                                                |
| 28-4-2004                                                              | Tallinn                                                                | Estonia                                                                | 1 – 1                                                                  | Albania                                                                | Amichevole                                                             | -                                                                      | 67’                                                                    |
| 18-8-2004                                                              | Limassol                                                               | Cipro                                                                  | 2 – 1                                                                  | Albania                                                                | Amichevole                                                             | -                                                                      | 46’                                                                    |
| 8-9-2004                                                               | Tbilisi                                                                | Georgia                                                                | 2 – 0                                                                  | Albania                                                                | Qual. Mondiali 2006                                                    | -                                                                      | 68’                                                                    |
| 9-10-2004                                                              | Tirana                                                                 | Albania                                                                | 0 – 2                                                                  | Danimarca                                                              | Qual. Mondiali 2006                                                    | -                                                                      | 79’ 80’                                                                |
| 13-10-2004                                                             | Almaty                                                                 | Kazakistan                                                             | 0 – 1                                                                  | Albania                                                                | Qual. Mondiali 2006                                                    | 1                                                                      | 87’                                                                    |
| 9-2-2005                                                               | Tirana                                                                 | Albania                                                                | 0 – 2                                                                  | Ucraina                                                                | Qual. Mondiali 2006                                                    | -                                                                      | 76’                                                                    |
| 26-3-2005                                                              | Istanbul                                                               | Turchia                                                                | 2 – 0                                                                  | Albania                                                                | Qual. Mondiali 2006                                                    | -                                                                      | 79’                                                                    |
| 17-8-2005                                                              | Tirana                                                                 | Albania                                                                | 2 – 1                                                                  | Azerbaigian                                                            | Amichevole                                                             | 1                                                                      | cap. 46’                                                               |
| 3-9-2005                                                               | Tirana                                                                 | Albania                                                                | 2 – 1                                                                  | Kazakistan                                                             | Qual. Mondiali 2006                                                    | -                                                                      | 85’                                                                    |
| 1-3-2006                                                               | Tirana                                                                 | Albania                                                                | 1 – 2                                                                  | Lituania                                                               | Amichevole                                                             | -                                                                      | 46’                                                                    |
| 24-3-2007                                                              | Scutari                                                                | Albania                                                                | 0 – 0                                                                  | Slovenia                                                               | Qual. Euro 2008                                                        | -                                                                      | 58’                                                                    |
| 28-3-2007                                                              | Sofia                                                                  | Bulgaria                                                               | 0 – 0                                                                  | Albania                                                                | Qual. Euro 2008                                                        | -                                                                      | 79’                                                                    |
| 2-6-2007                                                               | Tirana                                                                 | Albania                                                                | 2 – 0                                                                  | Lussemburgo                                                            | Qual. Euro 2008                                                        | -                                                                      | 76’                                                                    |
| 6-6-2007                                                               | Lussemburgo                                                            | Lussemburgo                                                            | 0 – 3                                                                  | Albania                                                                | Qual. Euro 2008                                                        | -                                                                      | 54’ 67’                                                                |
| 22-8-2007                                                              | Tirana                                                                 | Albania                                                                | 3 – 0                                                                  | Malta                                                                  | Amichevole                                                             | -                                                                      | 46’                                                                    |
| 12-9-2007                                                              | Tirana                                                                 | Albania                                                                | 0 – 1                                                                  | Paesi Bassi                                                            | Qual. Euro 2008                                                        | -                                                                      | 46’                                                                    |
| 13-10-2007                                                             | Celje                                                                  | Slovenia                                                               | 0 – 0                                                                  | Albania                                                                | Qual. Euro 2008                                                        | -                                                                      | 77’                                                                    |
| 17-11-2007                                                             | Tirana                                                                 | Albania                                                                | 2 – 4                                                                  | Bielorussia                                                            | Qual. Euro 2008                                                        | -                                                                      | 75’                                                                    |
| Totale                                                                 |                                                                        | Presenze                                                               | 67                                                                     |                                                                        | Reti (2º posto)                                                        | 14                                                                     |                                                                        |

| Cronologia completa delle presenze e delle reti in nazionale (Partite non ufficiali) ― Albania | Cronologia completa delle presenze e delle reti in nazionale (Partite non ufficiali) ― Albania | Cronologia completa delle presenze e delle reti in nazionale (Partite non ufficiali) ― Albania | Cronologia completa delle presenze e delle reti in nazionale (Partite non ufficiali) ― Albania | Cronologia completa delle presenze e delle reti in nazionale (Partite non ufficiali) ― Albania | Cronologia completa delle presenze e delle reti in nazionale (Partite non ufficiali) ― Albania | Cronologia completa delle presenze e delle reti in nazionale (Partite non ufficiali) ― Albania | Cronologia completa delle presenze e delle reti in nazionale (Partite non ufficiali) ― Albania |
| Data                                                                                           | Città                                                                                          | In casa                                                                                        | Risultato                                                                                      | Ospiti                                                                                         | Competizione                                                                                   | Reti                                                                                           | Note                                                                                           |
| ---------------------------------------------------------------------------------------------- | ---------------------------------------------------------------------------------------------- | ---------------------------------------------------------------------------------------------- | ---------------------------------------------------------------------------------------------- | ---------------------------------------------------------------------------------------------- | ---------------------------------------------------------------------------------------------- | ---------------------------------------------------------------------------------------------- | ---------------------------------------------------------------------------------------------- |
| 6-9-2002                                                                                       | Kosovska Mitrovica                                                                             | Kosovo                                                                                         | 0 – 1                                                                                          | Albania                                                                                        | Amichevole                                                                                     | -                                                                                              |                                                                                                |
| Totale                                                                                         |                                                                                                | Presenze                                                                                       | 1                                                                                              |                                                                                                | Reti                                                                                           | 0                                                                                              |                                                                                                |

## Palmarès

### Club

#### Competizioni nazionali
- Campionato bulgaro: 2

Liteks Loveč: 1997-1998, 1998-1999
- Campionato albanese: 1

Tirana: 1996-1997
- Coppa d'Albania: 1

Tirana: 2010-2011